# Список глав государств в 553 году
Список глав государств в 552 году — 553 год — Список глав государств в 554 году — Список глав государств по годам

## Африка
- Аксумское царство — Ва'зеб, негус (ок. 550 — ок. 555)

## Америка
- Баакульское царство — К’ан Хой Читам I, священный владыка (524—565)
- Канульское царство — Хут ном Чаналь, царь (551 — 572/573)
- Мутульское царство (Тикаль) — Яш-Эб-Шок II, царь (537—562)
- Шукууп (Копан) —
  - Сак-, царь (551—553)
  - ?-Балам, царь (553—578)

## Азия
- Абхазия (Абазгия) — Иствинэ, князь (ок. 550 — ок. 580)
- Вансюан (Ранние Ли) —
  - Ли Тьен Бао, император (547—555)
  - Трие Вьет Вуонг, император (547—571)
- Гассаниды — аль-Харит V ибн Джабала, царь (529—569)
- Дханьявади — Тюрия Кала, царь[англ.] (552—575)
- Жужаньский каганат —
  - Юйцзюлюй Тефа, каган (552—553)
  - Юйцзюлюй Дэнчжу, каган (553)
  - Юйцзюлюй Канти, каган (553)
  - Юйцзюлюй Аньлочэнь, каган (553—554)
- Иберия — Фарсман V, царь (547—561)
- Индия —
  - Вишнукундина — Индра Бхаттарака Варма, царь[лит.] (528—555)
  - Западные Ганги — Дурвинта, махараджа (529—579)
  - Маитрака — Дарапатта, махараджа[англ.] (ок. 550 — ок. 556)
  - Паллавы (Анандадеша) — Симхаварман III, махараджа (550—574)
  - Чалукья — Сатьяшрая Пулакешин I, раджа (535—566)
- Камарупа — Чандрамукхаварман, царь (542—566)
- Китай (Период Южных и Северных династий) —
  - Западная Вэй — Фэй-ди (Юань Цинь), император (551—554)
  - Лян — Юань-ди (Сяо И), император (552—555)
  - Северная Ци — Вэнь Сюань-ди (Гао Ян), император (550—559)
- Корея (Период Трех государств):
  - Конфедерация Кая — Тосольджи, ван (532—562)
  - Когурё — Янвон, тхэван (545—559)
  - Пэкче — Сон, король (523—554)
  - Силла — Чинхын Великий, тхэван (514—576)
- Лазика (Эгриси) — Губаз II, король (ок. 541 — 555)
- Лахмиды (Хира) — аль-Мундир III ибн аль-Нуман, царь (505—554)
- Паган — Хан Лонг, король[англ.] (547—557)
- Персия (Сасаниды) — Хосров I Ануширван, шахиншах (531—579)
- Раджарата (Анурадхапура) — Моггаллана II, король (540—560)
- Тарума — Сурьяварман, царь (535—561)
- Тогон — Муюн Куалюй, правитель (540—591)
- Тюркский каганат —
  - Кара Иссык Хан, каган (552—553)
  - Мукан, каган (553—572)
- Тямпа — Рудраварман I, князь (529—572)
- Химьяр — Абраха, царь (536 — ок. 570)
- Ченла — Шрутаварман, раджа (550—555)
- Япония — Киммэй, император (539—571)

## Европа
- Англия —
  - Берниция — Ида, король (547—559)
  - Думнония — Константин ап Кадо, король (537—560)
  - Каер Гвенддолеу — Гвенддолеу ап Кейдио, король (ок. 550 — 573)
  - Кент — Эрменрик, король (ок. 540 — 591)
  - Мерсия — Киневальд, король (538—568)
  - Пеннины —
    - Дунотинг (Северные Пеннины) — Динод Толстый, король (ок. 525 — ок. 595)
    - Пик (Южные Пеннины) — Сауил Высокомерный, король (ок. 525 — 590)

  - Регед —
    - Северный Регед — Кинварх Угрюмый, король (535—570)
    - Южный Регед — Элидир Толстый, король (535—560)

  - Сассекс — Кисса, король (514 — ок. 567)
  - Уэссекс — Кинрик, король (534—560)
  - Эбрук — Элиффер ап Эйнион, король (500—560)
  - Элмет — Артуис ап Масгвид, король (540—560)
  - Эссекс — Эсквин, король (547—568)
- Арморика — Теудр Великий, король (545—584)
- Бавария — Гарибальд I, герцог (ок. 548 — 591)
- Бро Варох — Канао I, король (550—560)
- Вестготское королевство — Агила I, король (549—554)
- Византийская империя — Юстиниан I, император (527—565)
- Гепиды — Торисвинт, король (ок. 548 — 560)
- Ирландия — Диармайт мак Кербалл, верховный король (538 — ок. 565)
  - Айлех —
    - Фергюс мак Муйрхертах, король (534 — ок. 566)
    - Домнал мак Муйрхертах, король (534 — ок. 566)

  - Коннахт — Эохайд Тирмарне мак Фергуссо, король (550 — ок. 555)
  - Лейнстер — Колман Мор, король (550—580)
  - Мунстер — Кримтанн Срем, король (550—560)
  - Ольстер —
    - Эохед мак Кондлаи, король (532—553)
    - Ферне мак Энгуссо, король (553—557)
- Лангобарды — Аудоин, король (546—566)
- Папский престол — Вигилий, папа римский (537—555)
- Свевов королевство (Галисия) — Харарих, король (ок. 550 — 558/559)
- Уэльс —
  - Брихейниог — Лливарх ап Ригенеу, король (540—580)
  - Гвинед — Рин ап Майлгун, король (547 — ок. 580)
  - Гливисинг — Кадок Мудрый, король (523—580)
  - Дивед — Кингар ап Гуртевир, король (540—570)
  - Поуис — Брохвайл Искитрог, король (? — ок. 560)
- Франкское королевство —
  - Австразия — Теодебальд, король (547 или 548 — 555)
  - Париж — Хильдеберт I, король (511—558)
  - Суассон — Хлотарь I, король (511—561)
- Швеция — Адильс, король (ок. 530 — ок. 575)
- Шотландия —
  - Дал Риада — Габран, король (538—558)
  - Пикты —
    - Дрест III, король (550—555)
    - Дрест IV, король (550—560)

  - Стратклайд (Альт Клуит) — Тутагуал ап Клинох, король (? — ок. 580)

- Юстиниан I 
 527—565 
 Император Византии
- Хильдеберт I 
 511—558 
 Король Парижа
- Хлотарь I 
 511—561 
 Король Суассона
- Хосров I Ануширван 
 531—579 
 Шахиншах Персии
- Эсквин 
 547—568 
 Король Эссекса
- Агила I 
 549—554 
 Король вестготов
- Вигилий 
 537—555 
 Папа римский